# Big Boi and Dre Present... Outkast
Big Boi and Dre Present... Outkast è un album discografico di greatest hits del gruppo musicale statunitense OutKast, pubblicato nel 2001. Il disco contiene tre inediti e alcune nuove versioni.

## Tracce
1. Intro – 1:07
2. Funkin' Around – 4:34
3. Ain't No Thang – 5:39
4. So Fresh, So Clean – 4:02
5. Rosa Parks – 3:57
6. The Whole World (feat. Killer Mike) – 4:55
7. Aquemini – 4:42
8. B.O.B – 4:38
9. Southernplayalisticadillacmuzik – 4:11
10. Crumblin' Erb – 5:17
11. Ms. Jackson – 3:59
12. Player's Ball – 4:23
13. Elevators (Me & You) – 4:18
14. SpottieOttieDopaliscious – 5:58
15. Git Up, Git Out (Remix) – 7:26
16. Movin' Cool (The After Party) (feat. Joi) – 3:59